# Lachelle
Lachelle é uma comuna francesa na região administrativa de Altos da França, no departamento de Oise. Estende-se por uma área de 9,07 km². Em 2010 a comuna tinha 719 habitantes (densidade: 79,3 hab./km²).